# Pivovarna Laško
Pivovarna Laško je največja pivovarna v Sloveniji s sedežem v Laškem. 13. aprila 2015 je s prodajo 51,11 odstotnega deleža do tedaj največja slovenska pivovarna prešla v roke nizozemskega pivovarskega velikana Heineken International.
Na globalnem trgu je Pivovarna Laško prisotna v 33 državah in sicer s proizvodi pod blagovnimi znamkami: Laško, Bandidos, Export Pils, Oda in iC Cider. Celotna prodaja piva je v letu 2009 obsegala 978.833 hl. Začetki poslovanja Pivovarne Laško segajo v leto 1825, ko je medičar in lectar Franz Geyer po navedbah pisnih virov začetnik pivovarstva v Laškem. Pivovarna Laško je kasneje preraslo iz lokalne pivovarne v vodilno proizvajalko piva in z ostalimi podjetji v skupini Pivovarna Laško, v vodilno proizvajalko mineralnih vod, naravnih vod in brezalkoholnih pijač na slovenskem trgu.
8. julija 2016 sta se Pivovarna Laško in Pivovarna Union združili v podjetje Pivovarna Laško Union d.o.o. in sta tako 100 odstotno prešli v roke holdinga Heineken International. Sedež podjetja je v Ljubljani, na Pivovarniški cesti 2.
Leta 2021 se je podjetje Heineken odločilo varjenje piva Union prenesti na novo lokacijo, iz Ljubljane v Laško.

## Zgodovina pivovarstva v Laškem[5]
Leta 1825 je medičar in lectar Franz Geyer v nekdanjem Valvasorjevem Špitalu (1.lokacija-današnjem hotelu Savinja) uredil obrtno pivovarno, kjer je prvi laški pivovar trinajst let verjetno varil kameno pivo (Steinbier), ki so ga sicer poznali na Koroškem. Ne ve pa se, ali ni morda znal narediti tudi tehnološko zahtevnejšega bavarskega piva.
Leta 1838 je pivovarno kupil Heinrich August Uhlich, ki je laškemu pivu šele dal pravi sloves. Kot lastnik kopališča v Rimskih Toplicah je svoje pivo gotovo stregel tudi tujim gostom ter ga, zaradi tržaškega porekla, vozil v Trst, trgovsko središče s poznavalci dobre hrane in pijače. Izkazal se je tudi za podjetnega veletrgovca, saj so njegovo pivo pili celo v Aleksandriji in Kalkuti.
Naslednji lastnik Anton Larisch je leta 1867 postavil ob vznožju sv. Krištofa in Šmihela (2.lokacija- bivša Volna) novo pivovarno, ki je bila takrat največja na Spodnjem Štajerskem. Slovel je po tem, da je osebno nadziral kakovost piva in jo celo izboljšal, povečal pa je tudi zmogljivosti pivovarne.
Leta 1889 je pivovarno kupil žalski pivovar Simon Kukec, izrazito slovensko usmerjeni narodnjak. Ker je bil dober organizator, finančnik, gospodarstvenik, povrh pa še posebej naklonjen novostim, velja za najpomembnejšo osebnost v zgodovini laške pivovarne. Uveljavil je novo vrsto piva in prvo pivsko znamko - termalno pivo, ki v svoji izpeljanki živi še danes. S številnimi poskusi je ugotovil, da termalna voda pivu izboljšuje okus. Kot dober podjetnik se je zavedal, da je treba kupce pritegniti z nenavadnimi novostmi. Zato je začel termalno pivo variti kot svetlo in temno, v obeh primerih pa je bilo tudi močnejše od navadnega.
Kljub uspehom pa je bil konkurenčni boj tako hud in krut, da ga laško pivovarstvo ni zdržalo. Leta 1924 je večino delnic na skrivaj pokupil konkurenčni Union in čez tri leta je laška pivovarna zvarila zadnje pivo. To je bil konec Kukčevega obdobja, unionska pivovarna pa je na hrvaškem trgu svoje pivo še naprej predrzno prodajala kot laško pivo. Zaprtje pivovarne je prizadelo številne Laščane. Zato so pobudniki ideje o ponovnem odprtju pivovarne začeli navduševati gostilničarje in leta 1929 so zastopniki gostilničarskih zadrug sklenili,da bodo v Laškem zgradili gostilničarsko-delničarsko pivovarno. Po mnogih zapletih in hudih nasprotovanjih konkurence so Pivovarno Laško d.d. odprli leta 1938 (3. lokacija- današnja pivovarna)
Leta 1944 so zavezniške bombe, namenjene sicer bližnjemu železniškemu mostu, pivovarno v Laškem porušile do tal. Proizvodnja je znova stekla leta 1946. Od tega leta naprej je vodilna blagovna znamka Pivovarne Laško pivo Zlatorog. Za povojno zgodovino razvoja podjetja je bil značilen izreden razvoj, saj je Pivovarna od leta 1960 v treh desetletjih proizvodnjo oziroma prodajo močno povečala. Pred osamosvojitvijo je bila med 28 jugoslovanskimi pivovarnami na 1. mestu. Prodaja piva se je od leta 1950 povečala s 50.000 hektolitrov na več kot 1.350.000 hektolitrov. V tem obdobju je pivovarna močno povečala in utrdila tržni delež, saj je ta na slovenskem trgu porasel s 25 % na več kot 50 % delež.
Z osamosvojitvijo je pivovarna izgubila 30-40% trga, saj je bila v glavnem vezana na trge bivše Jugoslavije. Bitka za trg je bila do vstopa v Evropsko unijo, saj je uspela zvišati prodajo tudi naprej izgubljenih jugoslovanskih trgih.

## Blagovne znamke[10]
- Laško: Zlatorog, Club, Light, Dark, Eliksir, Trim, Malt in Jubilejnik
- Bandidos: Ice, Tequila, Cuba Libre in Sun
- Export Pils
- iC Cider
- Oda

## Družbena odgovornost

### Marketing
Pivovarna Laško je po raziskavi OKS (Olimpijski komite Slovenije) v letu 2006 veljala za enega največjih sponzorjev slovenskega športa Največji izmed sponzoriranih klubov so:
- Nogometni klub Maribor
- Rokometni klub Celje
- Košarkarski klub Zlatorog
- Veslaški klub Bled
- Rokometni klub Bosna

### Okoljevarstvena prizadevanja
Pivovarna Laško sledi smernicam trajnostnega razvoja, investira v tehnologijo in naprave, ki preprečujejo preobremenjevanje okolja z industrijskimi izpusti.
Opredelimo lahko naslednje aktivnosti na področju okoljevarstvenega prizadevanja:
- Pridobitev obratovalnega dovoljenja za aerobno/anaerobno čistilno napravo v letu 2007. Čistilna naprava učinkovito prispeva k znatnemu zmanjšanju emisij snovi v odpadnih vodah.
- Pridobitev okoljevarstvenega dovoljenja IIPC za obrat proizvodnje in polnjenja piva. Ministrstvo za okolje, prostor in energijo je v letu 2009 izdalo dovoljenje za Pivovarno Laško, kar je trden dokaz usmerjenosti v najnovejše ekološko čiste proizvodne tehnologije.
- Ukrepi na področju zniževanja porabe sveže vode, ki so bili izvajani s pomočjo projektov Fakultete za kemijo in kemijsko tehnologijo Maribor in podjetja Johnson Diversey.
- Izboljšanje sistema za ločeno zbiranje odpadkov in poostritev nadzora nad odloženimi komunalnimi odpadki v Pivovarni Laško. Izvajajo se tudi letni obratovalni monitoringi izpustov v zrak, vode, hrupa, elektromagnetnega sevanja in pregled ravnanja z odpadki.